# Międzynarodowy Festiwal Teatrów Lalek „Katowice Dzieciom”
Międzynarodowy Festiwal Teatrów Lalek „Katowice Dzieciom” – coroczny festiwal teatralny odbywający się w katowickim Teatrze Ateneum.
Pierwszy festiwal zorganizowano w roku 2002. Gromadzą się na nim polscy i zagraniczni twórcy teatru dla dzieci. W czasie imprezy przyznawane są Nagrody Prezydenta Miasta Katowice oraz Śląskiego Oddziału ZASP-u.

## Festiwal w roku 2002 (edycja pierwsza)
Przedstawienia odbywały się na scenie Teatru „Ateneum”. W festiwalu udział wzięło 8 teatrów z Polski, Ukrainy, Czech i Słowacji. Przyznano trzy nagrody prezydenckie i jedną ZASP-u.
| Data przedstawienia | Nazwa teatru                          | Miasto, państwo            | Autor scenariusza                                     | Tytuł przedstawienia                 | Reżyseria                          | Scenografia/ muzyka                              | Nagroda                                                                             |
| ------------------- | ------------------------------------- | -------------------------- | ----------------------------------------------------- | ------------------------------------ | ---------------------------------- | ------------------------------------------------ | ----------------------------------------------------------------------------------- |
| 1 czerwca 2002      | Divadlo u Staré Herečki               | Hradec Králové, Czechy     | Jarmila Vlčková                                       | O Linie Lidunie i trzech prządkach   | Jarmila Vlčková, Michaela Homolová | Jaroslav Doležal / Petr Vyšohlíd                 | Nagroda Prezydenta Miasta Katowice „za najlepszą rolę kobiecą” dla Jarmili Vlčkovej |
| 2 czerwca 2002      | Teatr BAJ                             | Warszawa, Polska           | Anna Świrszczyńska                                    | Szu-Hin – dziewczynka z ryżowych pól | Krzysztof Niesiołowski             | Joanna Braun / Jerzy Stachurski                  | –                                                                                   |
| 3 czerwca 2002      | Bábkové Divadlo na Rázcestí           | Bańska Bystrzyca, Słowacja | Iveta Škripková                                       | Czerwony Kapturek ...                | Marián Pecko                       | Eva Farkašová i Ján Zavarský / Róbert Mankovecký | Nagroda Prezydenta Miasta Katowice „za najlepszą rolę męską” dla Viktora Sabo       |
| 4 czerwca 2002      | Teatr Lalek “Rabcio”                  | Rabka, Polska              | Oscar Wilde                                           | Syn gwiazdy                          | Wojciech Olejnik                   | Przemysław Karwowski / Bogdan Szczepański        | –                                                                                   |
| 5 czerwca 2002      | Rówieński Wojewódzki Teatr Lalek      | Równe, Ukraina             | M. Markewicz                                          | Noc Bożego Narodzenia                | Serhij Bryżań                      | Mychajło Nikołajew / –                           | Nagroda Prezydenta Miasta Katowice „za najlepsze przedstawienie Festiwalu”          |
| 5 czerwca 2002      | Państwowy Teatr Lalki “Tęcza”         | Słupsk, Polska             | Małgorzata Kamińska-Sobczyk                           | Złote serce                          | Małgorzata Kamińska-Sobczyk        | Aleksander Sidorow / Jerzy Stachurski            | Nagroda Śląskiego Oddziału ZASP „za animację”                                       |
| 6 czerwca 2002      | Teatr Lalki i Aktora „Kubuś”          | Kielce, Polska             | Otfried Preussler                                     | Malutka czarownica                   | Irena Dragan                       | Urszula Kubicz-Fik / Teresa Ostaszewska          | –                                                                                   |
| 6 czerwca 2002      | Śląski Teatr Lalki i Aktora “Ateneum” | Katowice, Polska           | Frantíšek Pavliček, według Hansa Christiana Andersena | Słowik                               | Karel Brožek                       | Alois Tománek / Karel Brožek                     | –                                                                                   |

## Festiwal w roku 2003 (edycja druga)
Przedstawienia odbywały się na scenie Teatru „Ateneum”, Teatru „Cogitatur” oraz scenie „Capitol” przy ul. gen. Józefa Hallera. W festiwalu udział wzięło 9 teatrów z Polski, Ukrainy, Litwy i Słowacji. Przyznano trzy nagrody prezydenckie, jedną ZASP-u za animację, jedną Stowarzyszenia Przyjaciół Śląskiego Teatru Lalki i Aktora „Ateneum” oraz jedną Górnośląskiego Banku Gospodarczego.
| Data przedstawienia | Nazwa teatru                          | Miasto, państwo       | Autor scenariusza                                      | Tytuł przedstawienia               | Reżyseria                | Scenografia/ muzyka                      | Nagroda |
| ------------------- | ------------------------------------- | --------------------- | ------------------------------------------------------ | ---------------------------------- | ------------------------ | ---------------------------------------- | --- |
| 27 maja 2003        | Rówieński Wojewódzki Teatr Lalek      | Równe, Ukraina        | Michaił Bartieniew, Andriej Usaczow                    | Żyli – Byli                        | Wołodymyr Pidcerkownyj   | Mikoła Dańko / Walerij Marczenko         | poza konkursem |
| 27 maja 2003        | Teatr Malutki                         | Łódź, Polska          | Małgorzata Wolańska, według Kornela Makuszyńskiego     | Krawiec Niteczka                   | Małgorzata Wolańska      | Jan Zieliński / Bogdan Dowlasz           | – |
| 28 maja 2003        | Teatr Lalki i Aktora                  | Wałbrzych, Słowacja   | Hanna Januszewska                                      | Tygrys Pietrek                     | Grzegorz Kwieciński      | Barbara Wójcik / Bogdan Szczepański      | – |
| 28 maja 2003        | Teatr „Baj Pomorski”                  | Toruń, Polska         | Czesław Sieńko, według Aleksandra Puszkina             | O rybaku i złotej rybce            | Czesław Sieńko           | Mikołaj Malesza / Robert Łuczak          | Nagroda Prezydenta Miasta Katowice „za najlepszą rolę kobiecą” dla Grażyny Rutkowskiej-Kusej                                      |
| 29 maja 2003        | Teatr Animacji                        | Poznań, Polska        | Izabela Degórska                                       | Bajka o szczęściu                  | Janusz Ryl-Krystianowski | Jacek Zagajewski / Robert Łuczak         | Nagroda Prezydenta Miasta Katowice „za najlepsze przedstawienie Festiwalu” oraz „za najlepszą rolę męską” dla Marcela Górnickiego |
| 29 maja 2003        | Teatr „Banialuka” im. J. Zitzmana     | Bielsko-Biała, Polska | Kornel Makuszyński                                     | Koziołek Matołek                   | Lucyna Sypniewska        | Ewa Pietrzyk / Piotr Nazaruk             | – |
| 31 maja 2003        | Wileński Teatr „LELE”                 | Wilno, Litwa          | –                                                      | O sierotce Helence i baranku Janku | Rimas Driežis            | Rimas Driežis / Faustas Latenas          | Nagroda Górnośląskiego Banku Gospodarczego                                                                                        |
| 31 maja 2003        | Wrocławski Teatr Lalek                | Wrocław, Polska       | Agnieszka Zaskórska, według Hansa Christiana Andersena | Calineczka                         | Wiesław Hejno            | Beata Fertała / Jerzy Kaczmarek          | Nagroda Śląskiego Oddziału ZASP „za animację”; Nagroda Stowarzyszenia Przyjaciół Śląskiego Teatru Lalki i Aktora „Ateneum”        |
| 1 czerwca 2003      | Śląski Teatr Lalki i Aktora “Ateneum” | Katowice, Polska      | Andrzej Żak, Jarosław Czypczar                         | Kalinowy Dwór                      | Henryk Konwiński         | Urszula Kubicz-Fik / Stanisław Moniuszko | poza konkursem |
| 1 czerwca 2003      | Rówieński Wojewódzki Teatr Lalek      | Równe, Ukraina        | Wołodymyr Pidcerkownyj                                 | Aktor i lalka – ożywić martwe      | Wołodymyr Pidcerkownyj   | –                                        | spektakl zamknięty |

## Festiwal w roku 2004 (edycja trzecia)
Przedstawienia odbywały się na scenie Teatru „Ateneum” oraz na scenie „Capitol” przy ulicy gen. Józefa Hallera 71. W festiwalu udział wzięło 10 teatrów z Polski, Niemiec, Białorusi, Czech i Słowacji. Przyznano trzy nagrody prezydenckie, jedną ZASP-u, jedną Stowarzyszenia Przyjaciół Śląskiego Teatru Lalki i Aktora „Ateneum”. Wręczono Dyplom Honorowy POLUNIMA za pielęgnowanie tradycyjnych wartości sztuki lalkarskiej.
| Data przedstawienia | Nazwa teatru                          | Miasto, państwo       | Autor scenariusza                                  | Tytuł przedstawienia                 | Reżyseria                | Scenografia/ muzyka                              | Nagroda |
| ------------------- | ------------------------------------- | --------------------- | -------------------------------------------------- | ------------------------------------ | ------------------------ | ------------------------------------------------ | --- |
| 26 maja 2004        | Teatr Animacji                        | Poznań, Polska        | Janusz Ryl-Krystianowski                           | Szałaputki                           | Janusz Ryl-Krystianowski | Jacek Zagajewski / Krzysztof Arciszewski         | poza konkursem |
| 26 maja 2004        | Teatr BIS                             | Koziegłowy, Polska    | Maria Kownacka                                     | Szewc Dratewka                       | Lech Chojnacki           | Janusz Ryl-Krystianowski / Aleksander Radzewski  | – |
| 27 maja 2004        | Teatr „Banialuka” im. J. Zitzmana     | Bielsko-Biała, Polska | Pierre Gripari                                     | O diabełku Widełku                   | Petr Nosálek             | Pavel Hubička / Pavel Helebrand                  | – |
| 27 maja 2004        | Divadlo „Lampion”                     | Kladno, Czechy        | Pavel Polák, Oldrich Augusta                       | Długi, Szeroki i Bystrooki           | Alois Tománek            | Alois Tománek / Vratislav Šramek                 | – |
| 28 maja 2004        | Białoruski Teatr „Lalka”              | Witebsk, Białoruś     | Oskar Wilde                                        | Syn gwiazdy                          | Wiktor Klimczuk          | Aleksander Sidorow / Oleg Zalotniew              | Nagroda Prezydenta Miasta Katowice „za najlepszą rolę kobiecą” dla Larysy Martynowej oraz Nagroda Śląskiego Oddziału ZASP za najlepszą animację                                                                                                 |
| 28 maja 2004        | Wrocławski Teatr Lalek                | Wrocław, Polska       | Agnieszka Zaskórska                                | Czerwony Kapturek, Kichawka i Gburek | Anna Proszkowska         | Iwona Makowska, Maria Balcerek / Marcin Mirowski | Nagroda Prezydenta Miasta Katowice „za najlepsze przedstawienie Festiwalu” oraz „za najlepszą rolę męską” dla Bogdana Kuczkowskiego; Dyplom Honorowy POLUNIMA dla Anny Proszkowskiej za pielęgnowanie tradycyjnych wartości sztuki lalkarskiej. |
| 29 maja 2004        | Olsztyński Teatr Lalek                | Olsztyn, Polska       | Mariusz Kozubek                                    | Smok Kuba                            | Lech Chojnacki           | Dariusz Panas / Krzysztof Dzierma                | – |
| 30 maja 2004        | Babkové Divadlo Košice                | Koszyce, Słowacja     | Gejza Dezorz                                       | Piątek i Pustaj                      | Gejza Dezorz             | Miroslav Duša / Sumad                            | – |
| 31 maja 2004        | Teatr im. H.Ch. Andersena             | Lublin, Polska        | Libusa Lopejska                                    | Bociek i strach na wróble            | Ewa Piotrowska           | Zuzanna Hlavinová / Robert Mankovecký            | Nagroda Stowarzyszenia Przyjaciół Śląskiego Teatru Lalki i Aktora „Ateneum” „za szlachetne przesłanie przedstawienia” |
| 31 maja 2004        | Düsseldorfer Marionetten-Theater      | Düsseldorf, Niemcy    | Elisabeth Woska według Wilhelma Buscha             | Długi, Szeroki i Bystrooki           | Anton Bachleitner        | Anton Bachleitner / Wilfried Hiller              | poza konkursem |
| 1 czerwca 2004      | Śląski Teatr Lalki i Aktora “Ateneum” | Katowice, Polska      | Ludwik Jerzy Kern                                  | Ferdynand Wspaniały                  | Marek Wit                | Tomáš Volkmer / Pavel Helebrand                  | poza konkursem |
| 1 czerwca 2004      | Śląski Teatr Lalki i Aktora “Ateneum” | Katowice, Polska      | Krystyna Jakóbczyk według Isaaca Bashevisa Singera | Przypowieść o szczęściu              | Krystyna Jakóbczyk       | Ewa Farkašová / Marek Wilczyński                 | poza konkursem |

## Festiwal w roku 2005 (edycja czwarta)
Tego roku Teatr „Ateneum” obchodził 60-lecie swojego istnienia. Na festiwal przybyły teatry polskie, ze Słowacji, Niemiec, Czech i Ukrainy.
| Data przedstawienia | Nazwa teatru                          | Miasto, państwo       | Autor scenariusza               | Tytuł przedstawienia                        | Reżyseria              | Scenografia/ muzyka                          | Nagroda |
| ------------------- | ------------------------------------- | --------------------- | ------------------------------- | ------------------------------------------- | ---------------------- | -------------------------------------------- | ------- |
| 1 czerwca 2005      | Wrocławski Teatr Lalek                | Wrocław, Polska       | Astrid Lindgren                 | Och, Emil                                   | Lech Chojnacki         | Dariusz Panas / Robert Łuczak                | –       |
| 1 czerwca 2005      | Figurentheater Sack un’Pack           | Kolonia, Niemcy       | Dieter Baum                     | Pirat Pit w korsarskiej podróży             | Claus Mecki            | Dieter Baum / Uli Schauerte                  | –       |
| 2 czerwca 2005      | Rówieński Wojewódzki Teatr Lalek      | Równe, Ukraina        | Beniamin Smechow                | Ali Baba i rozbójnicy                       | Wołodymyr Pidcerkownyj | Nina Bobryszewa / Walerij Marczenko          | –       |
| 2 czerwca 2005      | Teatr Dzieci Zagłębia                 | Będzin, Polska        | Hans Christian Andersen         | Mała Syrenka                                | Siergiej Briżan        | Michaił Nikołajew / Lev Etinger              | –       |
| 3 czerwca 2005      | Vysoká Škola Múzických Umeni          | Bratysława, Słowacja  | V. Lifšic, I. Kočanovová        | Tajemniczy Hippopotamus                     | Pavlina Musilová       | M. Fintorová, K. Hroznová / – P. Hammel      | –       |
| 3 czerwca 2005      | Teatr „Banialuka” im. J. Zitzmana     | Bielsko-Biała, Polska | Krystyna Miłobędzka             | Siała baba mak                              | Jacek Malinowski       | Halina Zalewska-Słobodzianek / Piotr Nazaruk | –       |
| 4 czerwca 2005      | Śląski Teatr Lalki i Aktora “Ateneum” | Katowice, Polska      | Jarosław Czypczar               | Na Wiślanym szlaku                          | Henryk Konwiński       | Martyna Bratkowska / Jerzy Milian            | –       |
| 5 czerwca 2005      | Divadlo Loutek Ostrava                | Ostrawa, Czechy       | Noriyuki Sawa, Hermina Motýlová | Cztery bajki o tym, jak wilk stał za płotem | Noriyuki Sawa          | Noriyuki Sawa / Tomáš Rossi                  | –       |

## Festiwal w roku 2006 (edycja piąta)
Przedstawienia odbywały się na scenie Teatru „Ateneum”, w parku przy MDK Katowice Giszowiec oraz na Placu Śląskim obok Silesia City Center. Niektóre spektakle wystawiono również z okazji odbywających się w Katowicach Dni Polsko-Czeskich 2006. Przyznano trzy nagrody prezydenckie, jedną nagrodę pozaregulaminową oraz Dyplom Honorowy POLUNIMA za twórczą i poetycką interpretację baśni braci Grimm „Jorinda i Joringel”.
| Data przedstawienia | Nazwa teatru                          | Miasto, państwo      | Autor scenariusza               | Tytuł przedstawienia                        | Reżyseria                            | Scenografia/ muzyka                             | Nagroda |
| ------------------- | ------------------------------------- | -------------------- | ------------------------------- | ------------------------------------------- | ------------------------------------ | ----------------------------------------------- | --- |
| 1 czerwca 2006      | Teatr „Baj Pomorski”                  | Toruń, Polska        | Maria Kownacka                  | Szewczyk Dratewka                           | Zbigniew Lisowski                    | Aneta Tulisz-Skórzyńska / Krzysztof Zaremba     | – |
| 1 czerwca 2006      | Teatr Jeleniogórski im. C.K. Norwida  | Jelenia Góra, Polska | Bogdan Nauka                    | Legendy Zamku Chojnik                       | Bogdan Nauka                         | Edward Lutczyn / Jan Walczyński                 | poza konkursem |
| 1 czerwca 2006      | Teatr Animacji                        | Poznań, Polska       | Marta Guśniowska                | Baśń o rycerzu bez konia                    | Janusz Ryl-Krystianowski             | Jacek Zagajewski / Robert Łuczak                | Nagroda Prezydenta Miasta Katowice „za najlepszą rolę męską” dla Krzysztofa Dutkiewicza i Marcina Ryla-Krystianowskiego                                                        |
| 2 czerwca 2006      | Teatr Lalek                           | Lwów, Ukraina        | Wieniamin Smiechow              | Ali Baba i rozbójnicy                       | Ołena Sierowa-Bondar                 | Ihor Pohrebniak / Wjaczesław Polanski           | – |
| 3 czerwca 2006      | Teatr Malutki                         | Łódź, Polska         | Jan Brzechwa                    | Bajka Samograjka                            | Maria Sowińska, Małgorzata Wolańska  | Jan Zielińsk / Krzysztof Arciszewski            | Nagroda Prezydenta Miasta Katowice „za najlepszą rolę kobiecą” dla Małgorzaty Wolańskiej                                                                                       |
| 3 czerwca 2006      | Śląski Teatr Lalki i Aktora „Ateneum” | Katowice, Polska     | Jan Brzechwa                    | Kopciuszek                                  | Bogdan Nauka                         | Jan Zieliński / Jan Walczyński                  | poza konkursem |
| 3 czerwca 2006      | Divadlo Loutek                        | Ostrawa, Czechy      | Noriyuki Sawa, Hermina Motýlová | Cztery bajki o tym, jak wilk stał za płotem | Noriyuki Sawa                        | Noriyuki Sawa / Tomáš Rossi                     | Nagroda pozaregulaminowa – Silesia City Center „za najlepszą scenografię” dla Noriyuki Sawy                                                                                    |
| 4 czerwca 2006      | Teatr Maska                           | Rzeszów, Polska      | Hanna Januszewska               | Tygrysek Pietrek                            | Ireneusz Maciejewski                 | Ireneusz Maciejewski / Anna Świętochowska       | – |
| 5 czerwca 2006      | Teatr Lalki i Aktora                  | Wałbrzych, Polska    | Antoni Czechow                  | Kasztanka                                   | Borys Azarow                         | Swietłana Sofronowa / Borys Azarow              | – |
| 5 czerwca 2006      | Kranevit Theater                      | Berlin, Niemcy       | Jakub i Wilhelm Grimmowie       | Jorinda i Joringel                          | Mo Bunte                             | Mo Bunte / Anna Katharina Kaufmann              | Nagroda Prezydenta Miasta Katowice „za najlepsze przedstawienie Festiwalu” Dyplom Honorowy POLUNIMA za twórczą i poetycką interpretację baśni braci Grimm „Jorinda i Joringel” |
| 6 czerwca 2006      | Bratislavské bábkové divadlo          | Bratysława, Słowacja | Jozef Mokoš                     | Zbójnicka księżniczka                       | Juraj Adamík                         | Vladimír Sadílek, Juraj Adamík / Vladímír Zetek | poza konkursem |
| 6 czerwca 2006      | Śląski Teatr Lalki i Aktora „Ateneum” | Katowice, Polska     | Ernest Teodor Amadeusz Hoffmann | Dziadek do orzechów                         | Krystyna Jakóbczyk, Henryk Konwiński | Pavel Hubička / Andrzej Marko                   | poza konkursem |

## Festiwal w roku 2007 (edycja szósta)
W konkursie uczestniczyło 13 teatrów, które rywalizowały o nagrodę prezydenta Katowic – 8 tys. zł. Przyznano też dwie nagrody aktorskie po 4 tys. zł za najlepszą rolę kobiecą i męską. W jury zasiedli: czeski reżyser Karel Brožek, słowacki aktor Ivan Sogel, polska autorka sztuk dla dzieci Liliana Bardijewska, reżyser i aktorka Irena Józefiak, aktor Marek Dindorf oraz redaktor Bogdan Widera. Spektakle odbywały się na scenie Teatru Ateneum, w Galerii Ateneum oraz w Miejskim Domu Kultury w Katowicach Giszowcu. Z okazji festiwalu wystawę scenografii swojego autorstwa zaprezentował Roman Kalarus. Pokazano również dwa spektakle dla dorosłych.
| Data przedstawienia | Nazwa teatru                               | Miasto, państwo         | Autor scenariusza         | Tytuł przedstawienia       | Reżyseria                                     | Scenografia/ muzyka                    | Nagroda                                                                   |
| ------------------- | ------------------------------------------ | ----------------------- | ------------------------- | -------------------------- | --------------------------------------------- | -------------------------------------- | ------------------------------------------------------------------------- |
| 1 czerwca 2007      | Teatr „Kranevit”                           | Berlin, Niemcy          | Jakub i Wilhelm Grimmowie | Wokół laski i kamienia     | Mo Bunte                                      |                                        | poza konkursem                                                            |
| 1 czerwca 2007      |                                            | Sankt Petersburg, Rosja | Wiktor Antonow            | Cyrk na nitkach            | Wiktor Antonow                                | Wiktor Antonow                         | poza konkursem                                                            |
| 1 czerwca 2007      | Teatr im. H. Ch. Andersena                 | Lublin, Polska          | Janosch                   | Idziemy po skarb           | Ireneusz Maciejewski                          | Dariusz Panas / Wojciech Waglewski     | –                                                                         |
| 2 czerwca 2007      | Rówieski Wojewódzki Teatr Lalek            | Równe, Ukraina          | Mykoła Łysenko            | Koza-dereza                |                                               |                                        | –                                                                         |
| 2 czerwca 2007      | Stare Divadlo                              | Nitra, Słowacja         |                           | Makbet albo zlot czarownic | Karel Brożek                                  |                                        | dla widzów dorosłych                                                      |
| 3 czerwca 2007      | Teatr Lalek Banialuka                      | Bielsko-Biała, Polska   | Marta Guśniowska          | Baśń o rycerzu bez konia   | Janusz Ryl-Krystianowski                      | Joanna Braun / Robert Łuczak           | Grand Prix Festiwalu oraz nagroda dla Piotra Tomaszewskiego za rolę męską |
| 4 czerwca 2007      | Teatr Lalki i Aktora „Tęcza”               | Słupsk, Polska          | Krzysztof Rau             | Metamorfozy                | Darek Jakubaszek                              | Krzysztof Rau / Robert Łuczak          | –                                                                         |
| 4 czerwca 2007      | Opolski Teatr Lalki i Aktora im. A. Smolki | Opole, Polska           | Andrzej Szymański         | O królestwie drzew i traw  | Petr Nosálek                                  | Eva Farkašová / Pavel Helebrand        | –                                                                         |
| 4 czerwca 2007      | Zakarpacki Wojewódzki Teatr Lalek „Bawka”  | Użgorod, Ukraina        | Dmytro Keszel             | Głuptas z Wertepu          |                                               |                                        | Nagroda dla Natalii Oresznikowej za rolę kobiecą                          |
| 4 czerwca 2007      | Białostocki Teatr Lalek                    | Białystok, Polska       | Włodzimierz Felenczak     | Niech żyje Punch           | Włodzimierz Felenczak / Wojciech Szelachowski | Wiesław Jurkowski / Jerzy Derfel       | dla dorosłej widowni, poza konkursem                                      |
| 5 czerwca 2007      | Gradsko kazalište lutaka                   | Split, Chorwacja        | Jasen Boko                | Wachlarz młodości          |                                               |                                        | –                                                                         |
| 5 czerwca 2007      | Divadlo Loutek Ostrava                     | Ostrawa, Czechy         | Frantiszek Hrubin         | Piękna i Bestia            |                                               |                                        | –                                                                         |
| 5 czerwca 2007      | Śląski Teatr Lalki i Aktora „Ateneum”      | Katowice, Polska        | Andrzej Żak               | Tezeusz i Ariadna          | Karel Brožek                                  | Ewa Satalecka / Violetta Rotter-Kozera | poza konkursem                                                            |

## Festiwal w roku 2008 (edycja siódma)
Siódma edycja festiwalu odbywała się w dniach od 2 do 6 czerwca 2008. Rywalizujące teatry wystawiały na scenie Teatru „Ateneum”, Filharmonii Śląskiej, Teatru im. St. Wyspiańskiego i w Galerii „Ateneum” przy ul. 3 Maja 25. W jury zasiedli: Marek Waszkiel, Irena Józefiak, Nina Malkov, Jarosław Czypczar i Bogdan Widera. Przyznano nagrody Prezydenta Miasta Katowice, Nagrodę Śląskiego Oddziału ZASP, Dyplom Honorowy POLUNIMA (Śląskiego Oddziału ZASP oraz Polskiego Ośrodka Lalkarskiego Międzynarodowej Unii Lalkarskiej) oraz nagrodę pozaregulaminową Porcelany Śląskiej. Imprezie towarzyszyła wystawa lalek i dekoracji ze zbiorów Teatru „Ateneum”.
Patronat mediowy nad fastiwalem objęły: Polskie Radio Katowice, Telewizja Silesia, wortal Dziennik Teatralny i portal Czas Dzieci. Katowicka Toyota ufundowała darmowe wejściówki dla ok. 300 dzieci z domów dziecka, ochronek i świetlic terapeutycznych.
| Data przedstawienia | Nazwa teatru                                   | Miasto, państwo        | Autor scenariusza         | Tytuł przedstawienia                 | Reżyseria                 | Scenografia/ muzyka                      | Nagroda                                                                                          |
| ------------------- | ---------------------------------------------- | ---------------------- | ------------------------- | ------------------------------------ | ------------------------- | ---------------------------------------- | ------------------------------------------------------------------------------------------------ |
| 2 czerwca 2008      | Divadlo DRAK                                   | Hradec Králové, Czechy |                           | Bajka afrykańska                     |                           |                                          | Grand Prix Festiwalu oraz Dyplom Honorowy POLUNIMA za formę teatralną pobudząjcą wyobranię widza |
| 2 czerwca 2008      | Śląski Teatr Lalki i Aktora „Ateneum”          | Katowice, Polska       | Jan Brzechwa              | Pchła Szachrajka                     | Pavel Uher                | Eva Farkaov / Maurice Ravel              | poza konkursem, przedstawienie premierowe                                                        |
| 2 czerwca 2008      | Teatr „Baj Pomorski”                           | Toruń, Polska          | Janosh                    | Dzień dobry, Świnko                  | Ireneusz Maciejewski      | Dariusz Panas / Piotr Klimek             | –                                                                                                |
| 2 czerwca 2008      | Teatr K3                                       | Białystok, Polska      |                           | Wypominki                            |                           |                                          | dla dorosłej widowni                                                                             |
| 3 czerwca 2006      | Teatr Lalek Arlekin                            | Łódź, Polska           | Alina Skiepko-Gielniewska | Kwiat paproci                        | Alina Skiepko-Gielniewska | Halina Zalewska / Krzysztof Dzierma      | dla Joanny Stasiewicz za najlepszą rolę kobiecą                                                  |
| 3 czerwca 2008      | Opolski Teatr Lalki i Aktora im A. Smolki      | Opole, Polska          | Monika Milewska           | Dzieje sławnego Rodryga              | Marián Pecko              | Eva Farkašová / Robert Mankovecký        | dla Andrzeja Mikoszy za najlepszą rolę męską                                                     |
| 4 czerwca 2008      | Noriyuko Sawa                                  | Japonia                |                           | Bajki                                |                           |                                          | Nagroda Śląskiego Oddziału ZASP za najlepszą animację                                            |
| 4 czerwca 2006      | Unia Teatr Niemożliwy                          | Warszawa, Polska       | Leszek Kołakowski         | Opcje życia                          | Marek B. Chodaczyński     | Anna Porusiło-Dużyńska / Marek Żurawski  | Nagroda Porcelany Śląskiej za twórcze rozwinięcie powiastek filozoficznych Leszka Kołakowskiego  |
| 4 czerwca 2008      | Teatr 2Ky                                      | Tomsk, Rosja           |                           | Historia jednej lalki                |                           |                                          | –                                                                                                |
| 5 czerwca 2008      | Bábkové divadlo Košice                         | Koszyce, Słowacja      |                           | Śpiąca Królewna                      |                           |                                          | –                                                                                                |
| 5 czerwca 2008      | Teatr Lalek „Banialuka”                        | Bielsko-Biała, Polska  | Agata Sowa                | Czerwony Kapturek                    | Andrzej Łabiniec          | Andrzej Łabiniec / Krzysztof Maciejowski | –                                                                                                |
| 5 czerwca 2008      | Buchty a Loutky (Teatru Laleczki i Ciasteczka) | Praga, Czechy          |                           | Tybet – tajemnica czerwonego pudełka |                           |                                          | dla dorosłych, poza konkursem                                                                    |
| 6 czerwca 2008      | Śląski Teatr Lalki i Aktora „Ateneum”          | Katowice, Polska       | Karel Brožek              | Alkasyn i Nikoleta                   | Karel Brožek              | Alois Tománek / Violetta Rotter-Kozera   | poza konkursem                                                                                   |

## Festiwal w roku 2009 (edycja ósma)
Przedstawienia odbywały się na scenie Teatru „Ateneum” i w Galerii Ateneum. W festiwalu udział wzięło 11 teatrów z Polski, Węgier i Chin. W konkursie wzięło udział 5 inscenizacji krajowych i 4 węgierskie. Patronat honorowy nad festiwalem sprawował prezydent miasta Piotr Uszok, patronat mediowy „Miesięcznik Społeczno-Kulturalny „Śląsk”, Polskie Radio Katowice, wortale „Dziennik Teatralny” i „Teatralia” oraz „Czas Dzieci”. Nad występami gościnnych występów chińskiego Zhangzhou Puppet Theater patronat objęła TVP Kultura. Pracami międzynarodowego jury kierował prof. Henryk Jurkowski. Pozostali członkowie to Irena Józefiak, Lucyna Kozień, Géza Balogh i Szilárd Boráros. Festiwal trwał od 1 do 5 czerwca 2009. W czasie festiwalu odbywała się wystawa plakatów: Kaja Renkas „Cyrk”. Statuetkę, przedstawiającą lalkarza ze „światem lalek” na głowie, zaprojektował Zygmunt Brachmański.
| Data przedstawienia | Nazwa teatru                          | Miasto, państwo   | Autor scenariusza                          | Tytuł przedstawienia                     | Reżyseria                                | Scenografia/ muzyka                                 | Nagroda                                                                                                  |
| ------------------- | ------------------------------------- | ----------------- | ------------------------------------------ | ---------------------------------------- | ---------------------------------------- | --------------------------------------------------- | --- |
| 1 czerwca 2009      | Śląski Teatr Lalki i Aktora „Ateneum” | Katowice, Polska  | Ulrich Hub                                 | Jak pingwiny arką popłynęły              | Petr Nosálek                             | Pavel Hubička / Krzysztof Dzierma                   | Spektakl poza konkursem                                                                                  |
| 1 czerwca 2009      | Teatr K3                              | Białystok, Polska | Teatr K3                                   | AOEUIY                                   | Teatr K3                                 | Teatr K3 / Anna Świętochowska                       | Spektakl logopedyczny poza konkursem                                                                     |
| 1 czerwca 2009      | Śląski Teatr Lalki i Aktora „Ateneum” | Katowice, Polska  | Adam Mickiewicz                            | Ballady i romanse                        | Karel Brožek                             | Andrzej Łabiniec / Piotr Salaber                    | Spektakl poza konkursem                                                                                  |
| 1 czerwca 2009      | János Pályi                           | Budapeszt, Węgry  | János Pályi                                | Opowieści Jana Spryciarza                | Ildikó Kovács, András Veres, János Pályi | Ildikó Kovács, András Veres, János Pályi            | Nagroda specjalna – statuetka; Dyplom Honorowy Polskiego Ośrodka Lalkarskiego UNIMA dla Jánosa Pályi’ego |
| 2 czerwca 2009      | Białostocki Teatr Lalek               | Białystok, Polska | Jacek Malinowski (Hans Christian Andersen) | Żołnierzyk                               | Jacek Malinowski                         | Halina Zalewska-Słobodzianek / Michał Górczyński    | Nagroda aktorska dla Artura Dwulita                                                                      |
| 2 czerwca 2009      | Miskolci Csodamalom Bábszínház        | Miszkolc, Węgry   | Ilona Szász (Katalina Vargi)               | Pralnia Szop Praczki                     |                                          |                                                     | – |
| 3 czerwca 2009      | Tintaló Társulás                      | Kecskemét, Węgry  | Angéla Badacsonyi                          | Nie chcę być dłużej czarownicą           |                                          |                                                     | Nagroda Śląskiego Oddziału ZASP                                                                          |
| 4 czerwca 2009      | Olsztyński Teatr Lalek                | Olsztyn, Polska   | Paul Maar                                  | Kukuryku na patyku                       | Zbigniew Głowacki                        | Barbara i Jerzy Chilczukowie / Jaromir Wroniszewski | – |
| 4 czerwca 2009      | Bobita Bábszínház                     | Pecz, Węgry       | Viktória Éva Nagy, Jankó Schneider         | Trzy świnki i wilki                      |                                          |                                                     | Nagroda za animację dla Viktórii Évy Nagy i Jankó Schneidera                                             |
| 4 czerwca 2009      | Tintaló Társulás                      | Kecskemét, Węgry  | Angéla Badacsonyi (Ervin Lázár)            | Malarz Zsiga maluje                      |                                          |                                                     | Nagroda Śląskiego Oddziału ZASP                                                                          |
| 5 czerwca 2009      | Teatr Animacji                        | Poznań, Polska    | Katarzyna Kotowska                         | Jeż                                      | Janusz Ryl-Krystianowski                 | Buba Tomala / Robert Łuczak                         | Nagroda główna – Najlepsze przedstawienie festiwalu                                                      |
| 5 czerwca 2009      | Opolski Teatr Lalki i Aktora          | Opole, Polska     | Marta Guśniowska                           | O mniejszych braciszkach św. Franciszka  | Petr Nosálek                             | Eva Farkašová / Piotr Krzysztof Klimek              | – |
| 5 czerwca 2009      | The China Zhangzhou Puppet Troupe     | Chiny             | –                                          | Skarb Orientu, czyli chiński świat lalek | –                                        | –                                                   | Poza konkursem                                                                                           |

## Festiwal w roku 2010 (edycja dziewiąta)
Przedstawienia odbywały się na scenie Teatru „Ateneum” i w Galerii w dniach od 29 maja do 2 czerwca 2010. W ciągu pięciu festiwalowych dni zaprezentowało się 13 teatrów (15 spektakli). Na katowickiej scenie zagościły teatry z Polski i Słowacji. Honorowy patronat objął prezydent miasta Piotr Uszok. Przewodniczącym międzynarodowego jury był Marcin Jarnuszkiewicz. Pozostali sędziowie to Jana Dražďáková, Irena Józefiak, Stefan Kulhanek oraz Bogdan Widera. W Galerii Ateneum odbył się wernisaż wystawy japońskiego artysty Noriyuki Sawa. Artysta poprowadził również warsztaty aktorskie.
| Data przedstawienia | Nazwa teatru                          | Miasto, państwo            | Autor scenariusza                     | Tytuł przedstawienia                       | Reżyseria            | Scenografia/ muzyka                      | Nagroda |
| ------------------- | ------------------------------------- | -------------------------- | ------------------------------------- | ------------------------------------------ | -------------------- | ---------------------------------------- | --- |
| 29 maja 2010        | Bábkové divadlo na Rázcestí           | Bańska Bystrzyca, Słowacja | Josef Čapek                           | O piesku i kotce                           |                      |                                          | – |
| 29 maja 2010        | Teatr Animacji Falkoshow              | Kraków, Polska             | Agnieszka Falkowska                   | Bajka o szewczyku                          |                      |                                          | – |
| 29 maja 2010        | Bábkové divadlo Žilina                | Żylina, Słowacja           | Katarína Aulitisová (Roald Dahl)      | Akčantyrk                                  |                      |                                          | – |
| 29 maja 2010        | Teatr Ognia i Papieru                 | Łódź, Polska               | Henryk Bardijewski                    | Lalki, moje ciche siostry                  |                      |                                          | Spektakl dla dorosłych |
| 30 maja 2010        | Divadlo PIKI                          | Pezinok, Słowacja          | Taťjana Lehenová, Katarína Aulitisová | O dziewięciu miesiącach                    |                      |                                          | – |
| 30 maja 2010        | PWST w Krakowie                       | Wrocław, Polska            | Hans Christian Andersen               | Księżniczka na ziarnku grochu              | Paweł Pawlik         |                                          | – |
| 30 maja 2010        | Śląski Teatr Lalki i Aktora “Ateneum” | Katowice, Polska           | Franz Kafka                           | Jama                                       | Karel Brožek         | Zbigniew Mądrala / Petr Litvik           | Spektakl dla dorosłych |
| 31 maja 2010        | Teatr Baj Pomorski w Toruniu          | Toruń, Polska              | Joanna Klara Teske                    | Wschód i zachód słonia                     | Ireneusz Maciejewski | Dariusz Panas / Bartłomiej Orłowski      | – |
| 31 maja 2010        | Teatr Figur                           | Kraków, Polska             |                                       | Zbrodnia i kara według Heinricha Hoffmanna | Filip Budweil        |                                          | – |
| 31 maja 2010        | Bábkové divadlo Košice                | Koszyce, Słowacja          |                                       | Filipek i Baba Jaga                        | Siarhej Kovaľov      |                                          | Nagroda Śląskiego Oddziału ZASP |
| 1 czerwca 2010      | Divadlo PIKI                          | Pezinok, Słowacja          | Katarína Aulitisová (Roald Dahl)      | Kumpel olbrzym                             |                      |                                          | Nagroda za najlepszą rolę kobiecą – Katarína Aulitisová; nagroda za najlepszą rolę męską – Ľubomír Piktor; Grand Prix – Najlepsze przedstawienie; Dyplom Honorowy Polskiego Ośrodka Lalkarskiego UNIMA |
| 1 czerwca 2010      | Teatr MASKA                           | Rzeszów, Polska            | Rudolf Herfurtner                     | Szpak Fryderyk                             | Anna Nowicka         | Marika Wojciechowska / Michał Górczyński | – |
| 1 czerwca 2010      | Teatr Squad Form                      | Białystok, Polska          | Agnieszka Baranowska                  | Orlando                                    |                      |                                          | Poza konkursem |
| 2 czerwca 2010      | Teatr Baj                             | Warszawa, Polska           | Bracia Grimm                          | Śpiąca królewna                            | Katarína Aulitisová  | Marek Gašpar Šafárik / Gabriel Menet     | – |
| 2 czerwca 2010      | Śląski Teatr Lalki i Aktora “Ateneum” | Katowice, Polska           | Noriyuki Sawa                         | Naranaszi, czyli czarodziejski owoc        | Noriyuki Sawa        | Noriyuki Sawa / Violetta Rotter-Kozera   | – |

## Festiwal w roku 2011 (edycja dziesiąta)
Przedstawienia odbywały się na scenie Teatru „Ateneum”, w Galerii, w plenerze na ul. Mariackiej oraz w Kinoteatrze Rialto w dniach od 27 maja do 1 czerwca 2011. W ciągu sześciu festiwalowych dni zaprezentowało się 17 teatrów (18 spektakli). Na katowickiej scenie zagościły teatry z Polski, Słowacji, Czech, Niemiec, Węgier, Litwy, Ukrainy, Japonii i Indii.
| Data przedstawienia | Nazwa teatru                          | Miasto, państwo      | Autor scenariusza                                                   | Tytuł przedstawienia                             | Reżyseria                           | Scenografia/ muzyka                         | Nagroda                                                                                        |
| ------------------- | ------------------------------------- | -------------------- | ------------------------------------------------------------------- | ------------------------------------------------ | ----------------------------------- | ------------------------------------------- | ---------------------------------------------------------------------------------------------- |
| 27 maja 2011        | Śląski Teatr Lalki i Aktora “Ateneum” | Katowice, Polska     | Izabela Degórska                                                    | Bajka o szczęściu                                | Janusz Ryl-Krystianowski            | Jacek Zagajewski / Robert Łuczak            | –                                                                                              |
| 27 maja 2011        | Noriyuki Sawa                         | Japonia              | Nori Sawa                                                           | Ninja i inne Bajki                               | Nori Sawa                           | Nori Sawa / Toshihiro Nakanishi             | pozaregulaminowa Nagroda Biura ESK Katowice 2016 (2,5 tys. zł)                                 |
| 27 maja 2011        | Tintaló Társulás                      | Kecskemét, Węgry     | Angéla Badacsonyi, András Veres (Rudyard Kipling)                   | Kot, który zawsze chadzał własnymi drogami       | András Veres                        | Katalin Sipos, Péter Sisak / Csaba Teszárek | –                                                                                              |
| 27 maja 2011        | –                                     | Indie                | Jagdish Bhatt                                                       | Historia Amara Singha Rathore                    | –                                   | –                                           | Spektakl dla dorosłych, poza konkursem                                                         |
| 28 maja 2011        | Divadlo PIKI                          | Pezinok, Słowacja    | –                                                                   | Muubajka                                         | Katarina Aulitisová, Lubomir Piktor | Sonia Mrázová / Jožko Borek Suchánek        | Grand Prix za najlepsze przedstawienie (8 tys. zł), zespołowa nagroda aktorska (4 tys. zł)     |
| 28 maja 2011        | Gus Marionetas Teatro de Titeres      | Pampeluna, Hiszpania | –                                                                   | Otwarcie                                         | Susana Pellicer                     | Fernando Arregui / Beethoven, Verdi i inni  | Spektakl poza konkursem                                                                        |
| 29 maja 2011        | Zakarpacki Teatr Lalek „Bavka”        | Użhorod, Ukraina     | Vladimir Bogdanets (baśń Iwana Franki)                              | Podkowa na szczęście                             | Vladimir Bogdanets                  | Vera Tumitskaja / Gennadiy Gusencev         | –                                                                                              |
| 29 maja 2011        | Śląski Teatr Lalki i Aktora “Ateneum” | Katowice, Polska     | Jean Anouilh, Friedrich Schiller, Paul Claudel, George Bernard Shaw | Joanna D’Arc                                     | Karel Brožek                        | Joanna Braun / Karel Brožek i inni          | –                                                                                              |
| 30 maja 2011        | Teatr Animacji                        | Poznań, Polska       | Marta Guśniowska                                                    | Poznańskie koziołki                              | Janusz Ryl-Krystianowski            | Jacek Zagajewski / Robert Łuczak            | –                                                                                              |
| 30 maja 2011        | János Pályi                           | Budapeszt, Węgry     | –                                                                   | László Vitéz                                     | Ildikó Kovács                       | Gyula Majoros                               | Najlepsza rola męska dla Jánosa Pályi (4 tys. zł), Nagroda Śląskiego Oddziału ZASP za animację |
| 30 maja 2011        | Teatr „Baj Pomorski”                  | Toruń, Polska        | Jacek Pietruski (Hans Christian Andersen)                           | Słowik                                           | Ada Konieczny                       | Dariusz Panas / Krystian Segda              | –                                                                                              |
| 30 maja 2011        | Bábkové divadlo Košice                | Koszyce, Słowacja    | Pavel Scheiner                                                      | Klaunada                                         | Pavel Uher                          | Kristína hroznová / Norbert Bodnár          | –                                                                                              |
| 30 maja 2011        | Teatr Animacji                        | Poznań, Polska       | Ignacy Nikorowicz                                                   | Noc poślubna. Ten trzeci                         | Janusz Ryl-Krystianowski            | Jacek Zagajewski / Janusz Ryl-Krystianowski | Poza konkursem, dla dorosłych                                                                  |
| 31 maja 2011        | Theater mini-art                      | Bedburg-Hau, Niemcy  | Wolf Erlbruch                                                       | Gęś, śmierć i tulipan                            | Rinus Knobel                        | Mo Bunte i inni / Sjef van der Linden       | Nagroda Honorowa POLUNIUMA                                                                     |
| 31 maja 2011        | Bóbita Bábszínház                     | Pecz, Węgry          | Viktoria Eva Nagy, Janko Schneider (według Braci Grimm)             | Królewna Śnieżka                                 | Viktoria Eva Nagy, Janko Schneider  | Geza Nagy Kovacs / Bela Agoston             | –                                                                                              |
| 31 maja 2011        | Teatr „LELE”                          | Wilno, Litwa         | Nijole Indriunaite                                                  | Pozytywka                                        | Julija Skuratova                    | Julija Skuratova / Irmantas Jankaitis       | –                                                                                              |
| 31 maja 2011        | Miskolci Csodamalom Bábszínház        | Miszkolc, Węgry      | Karoly Szivos (według A.A. Milne’a)                                 | Krzyś i jego przyjaciele                         | Karoly Szivos                       | Klaudia Orosz / Mari Nyeső                  | –                                                                                              |
| 31 maja 2011        | Unia Teatr Niemożliwy                 | Warszawa, Polska     | według Zbigniewa Herberta                                           | Drugi pokój – impresja według Zbigniewa Herberta | Dorota Anna Dąbek                   | Tomasz Taracha / Grzegorz Małkowski         | Poza konkursem, dla dorosłych                                                                  |
| 1 czerwca 2011      | Divadlo loutek Ostrava                | Ostrawa, Czechy      | Jana Pithartová                                                     | Narzeczona dla wodnika                           | Václav Klemens                      | Michal Hejmovský / Nikos Engonidis          | –                                                                                              |
| 1 czerwca 2011      | Rówieński Akademicki Teatr Lalek      | Równe, Ukraina       | Eugeniusz Szwarc (według Hansa Christiana Andersena)                | Królowa Śniegu                                   | Jarosław Gruszecki                  | Karyna Czupurna / Giuseppe Verdi            | –                                                                                              |